# Breuil-Barret
Breuil-Barret korábbi község Franciaország Loire mente régiójában, Vendée megyében. Lakosainak száma 590 fő (2019. január 1.). Breuil-Barret Moutiers-sous-Chantemerle, Saint-Paul-en-Gâtine, La Chapelle-aux-Lys, La Châtaigneraie, Loge-Fougereuse, Saint-Pierre-du-Chemin, La Tardière és Moncoutant-sur-Sèvre községekkel határos.
2023. január 1-jén La Tardière és La Chapelle-aux-Lys korábbi községekkel egyesült és az így létrejött Terval új község része lett.

## Népesség
A település népességének változása:
| Lakosok száma | 658  | 653  | 667  | 630  | 610  | 590  |
|               | 2013 | 2015 | 2016 | 2017 | 2018 | 2019 |